# República Helvètica
La República Helvètica fou un estat de l'Europa Occidental establert en el territori de la moderna Suïssa en el context de la Revolució Francesa i les Guerres Revolucionaries que durà uns cinc anys, des del 1798 fins al 1803, i és considerat com a predecessor immediat de l'actual Confederació Helvètica.

## Història

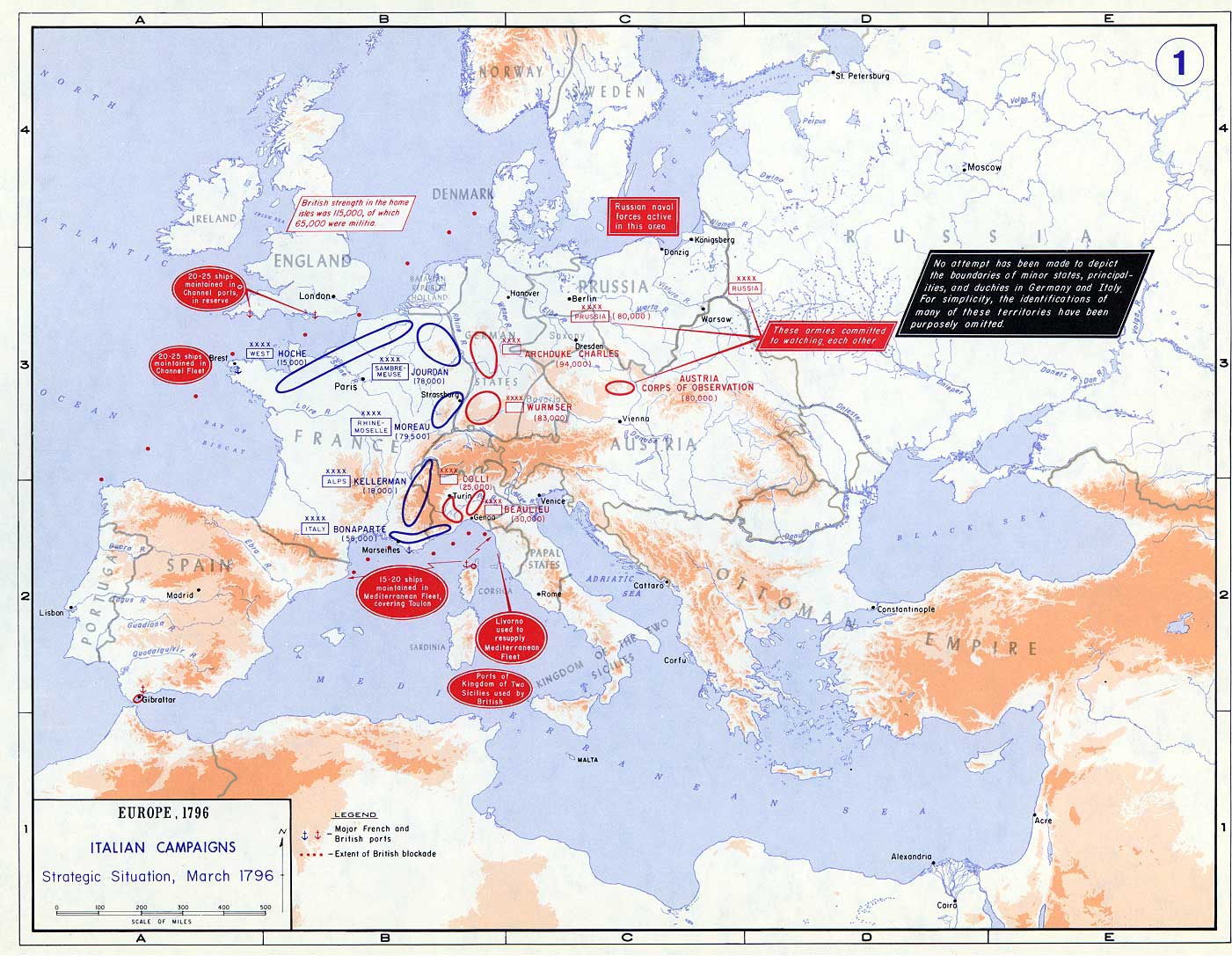
Moviments de tropes a Europa el 1796. Suïssa es trobava rodejada i enmig dels teatres d'operacions

Durant les Guerres Revolucionaries Franceses, l'exèrcit francès es dirigí cap a l'est, envoltant Suïssa durant els combats contra Àustria (el Sacre Imperi Romanogermànic). El 5 de març del 1798, Suïssa es trobava completament assetjada pels francesos i l'antiga confederació de cantons suïssos (i per tant l'Antic Règim) s'esfondrà i desaparegué. El 12 d'abril de 1798 es proclamà la República Helvètica, 'Una i Indivisible'. La sobirania cantonal i els drets feudals s'aboliren, i les forces d'ocupació establiren un estat centralitzat basat en les idees fonamentals de la Revolució Francesa. Però aquest programa progressistas es va trobar amb una gran resistència per part de la població, sobretot als antics cantons centrals de la confederació, i es produïren importants revoltes a Nidwalden i en altres zones que serien sufocades per les tropes franceses d'ocupació.
No hi havia unitat a la nova República sobre el futur de Suïssa a mitjà termini. La inestabilitat era una de les seves principals característiques, i els intents de cops d'estat eren freqüents, però tot i això els francesos mantingueren el poder. Es produïren gran nombre de danys provocats per l'exèrcit francès i la resistència local, i juntament amb els problemes financers provocaren que la República Helvètica fracassés. La inestabilitat va arribar a les quotes més altes entre 1802 i 1803. El 1803 entraren més tropes franceses al país per reforçar el control.
El 19 de febrer de 1803 el cònsol vitalici francès Napoleó Bonaparte introduí l'Acta de Mediació, que es tractava essencialment d'un compromís entre l'antic i el nou ordre. S'abolí l'administració centralitzada i els cantons recuperaren parcialment la sobirania, establint-se una forma de govern federal.
Es poden trobar reminiscències de la República Helvètica a la moderna Suïssa, com per exemple en alguns aspectes en l'administració dels cantons i constitucions.

## Política

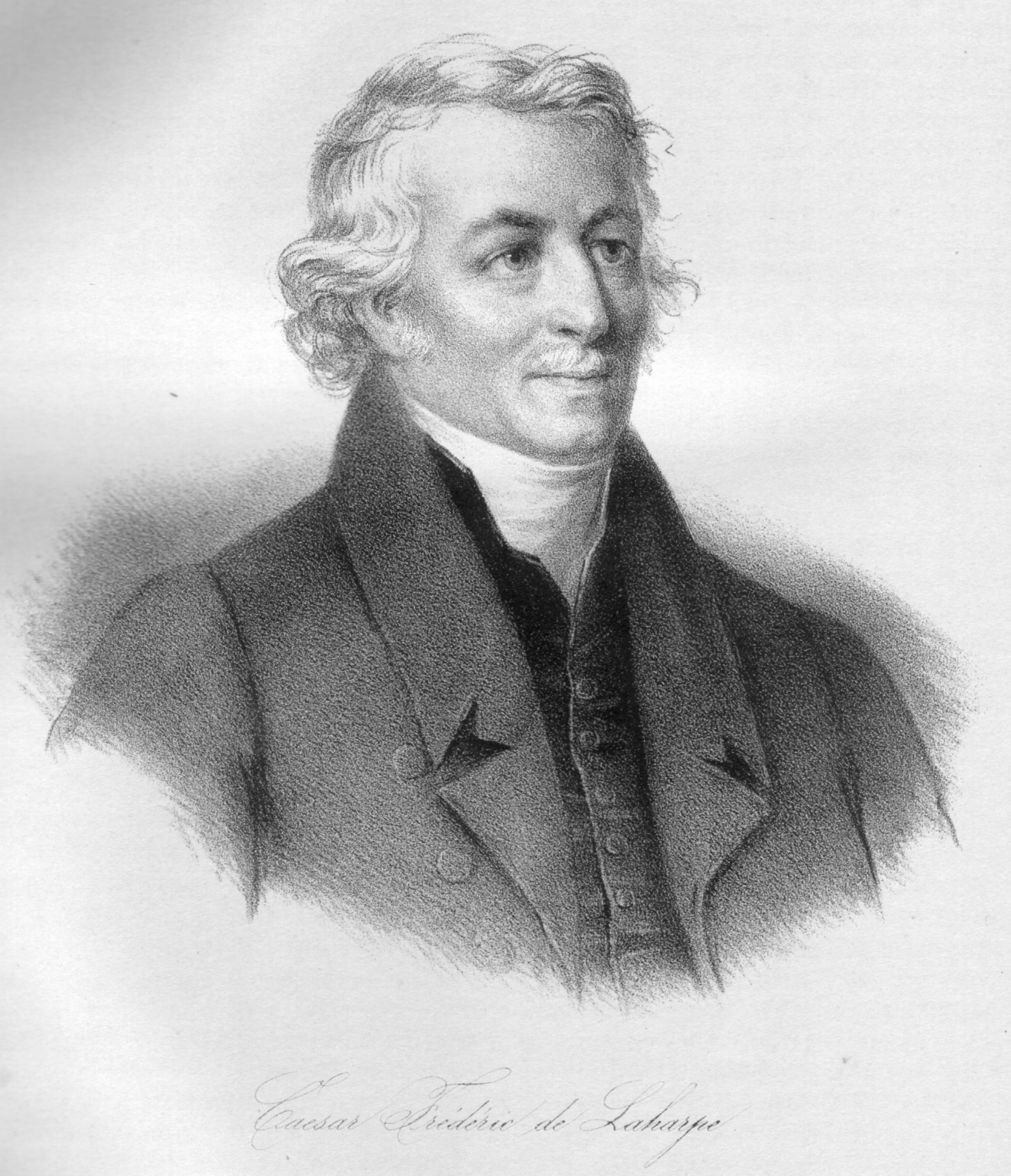
Frederic-Cèsar de la Harpe

Abans de la fundació de la República cada cantó havia exercit individualment la seva sobirania sobre el seu territori. Hi havia una feble autoritat central només materialitzada en les Dietes. Així doncs, el canvi introduït pels francesos va ser enorme i trastocà completament la política i les tradicions de l'antiga confederació.
La primera constitució de la República Helvètica, promulgada poc després de la creació del nou ordre polític, era essencialment un calc de la Constitució francesa del 1795. D'entrada establí una capital permanent, la ciutat d'Aarau, que posteriorment fou traslladada a Lucerna. El poder executiu recaigué en un directori similar al francès, i s'establí un poder legislatiu dividit en dues cambres: el Gran Congrés, amb 8 membres per cantó, i el Senat, amb 4. S'aboliren els drets senyorials i feudals, s'establí la igualtat jurídica i s'imposà el sufragi censatari, igual que a França (la Revolució Francesa es trobava en l'etapa del Directori). Degut a la inestabilitat general del país es van promulgar 5 constitucions més en els seus 4 anys d'existència.
Alguns dels seus líders destacats foren Frederic-Cèsar de la Harpe, que tingué un rol important en la fundació i direcció de l'estat i Peter Ochs, com a director de la República.

## Moneda
A partir de la instauració d'una autoritat central els territoris suïssos posseïren una moneda única des de l'època de l'Imperi Romà. Es va prendre com a model la moneda utilitzada fins llavors a Berna i va substituir les nombroses monedes dels diversos cantons. Gràcies a això Suïssa obrí pas a una nova època de la seva economia.

## Organització territorial
La Constitució de la República Helvètica va abolir els cantons, que es van convertir en divisions administratives que sovint no seguien les antigues fronteres:
- Argòvia
- Baden
- Basilea
- Bellinzona
- Berna
- Friburg
- Leman
- Linth
- Lugano
- Lucerna
- Oberland
- Raetia
- Säntis
- Schaffhausen
- Soleura
- Turgovia
- Waldstätten
- Valais
- Zúric